# Dakota (englische Band)
Dakota war eine englische Pop-Rock-Band, die bei GRL, einem Tochter-Label der Universal Music Group unter Vertrag stand.
Der Bandname Dakota bezog sich auf das New Yorker Apartment-Gebäude, in dem John Lennon lebte und starb.

## Geschichte
Die Band wurde 2007 von dem Springreiter Ben Talbot gegründet, zusammen mit Rob John Armitage und Aaron Whelan. Über den Springreiter Henry Lacey erfuhr er, dass sein Springreiterkollege Tom Davison Bass spielt und holte ihn daraufhin als Verstärkung in die Band.
Am 13. Juli 2009 veröffentlichte Dakota ihre Debüt-Single Wild Child, die auf Radiosendern in Großbritannien gespielt wurde. Bei BBC Radio 2 trat die Band live in der Claudia Winkleman Arts Show auf. Während dieser Zeit hatte die Band viele Live-Auftritte, unter anderem spielten sie beim Vibes From The Vines Festival und bei den Europameisterschaften der Spring- und Dressurreiter.
2010 spielte die Band bei den British Open der Springreiter. Im Juni 2010, nach enttäuschenden Verkäufen ihrer dritten Single We Get Along, trennte sich die Band von ihrer Plattenfirma. Kurz darauf löste sie sich auf. Offiziell nannte die Band künstlerische Differenzen als Hauptgrund für ihre Trennung.

## Diskografie

### Singles
- 2009: Wild Child
- 2009: Heart and Soul
- 2010: We Get Along

### Studioalben
- 2009: Here, There and Everywhere